# Idaea salebrosaria
Idaea salebrosaria là một loài bướm đêm trong họ Geometridae.